# Mimudea illineatalis
Mimudea illineatalis là một loài bướm đêm trong họ Crambidae.